# Volthoom
Volthoom est un personnage de fiction de l’univers DC Comics créé par Geoff Johns et Gardner Fox dans Green Lantern Annual Vol 5 #1 en octobre 2012. Un ennemi des Green Lantern, il est considéré dans Renaissance DC comme étant le premier Lantern. Volthoom meurt dans Green Lantern vol. 5 #20.